# Wildschutzgebiet Bumdeling
Das Wildschutzgebiet Bumdeling oder Bumdeling Wildlife Sanctuary liegt im Nordosten Bhutans. Es steht auf der Tentativliste als Welterbe in Bhutan.

## Geschichte
Nach einer Umstrukturierung der Naturschutzgebiete in der Region wurden das Kulong-Chhu-Wildschutzgebiet („Kulong Chhu Wildlife Sanctuary“) und das Bumdeling-Schutzgebiet („Bumdeling conservation area“) 1993 zum Wildschutzgebiet Bumdeling („Bumdeling Wildlife Sanctuary“) zusammengelegt. 1998 wurde ein Hauptbüro für die Verwaltung des Wildschutzgebiets eingerichtet.

## Geographie

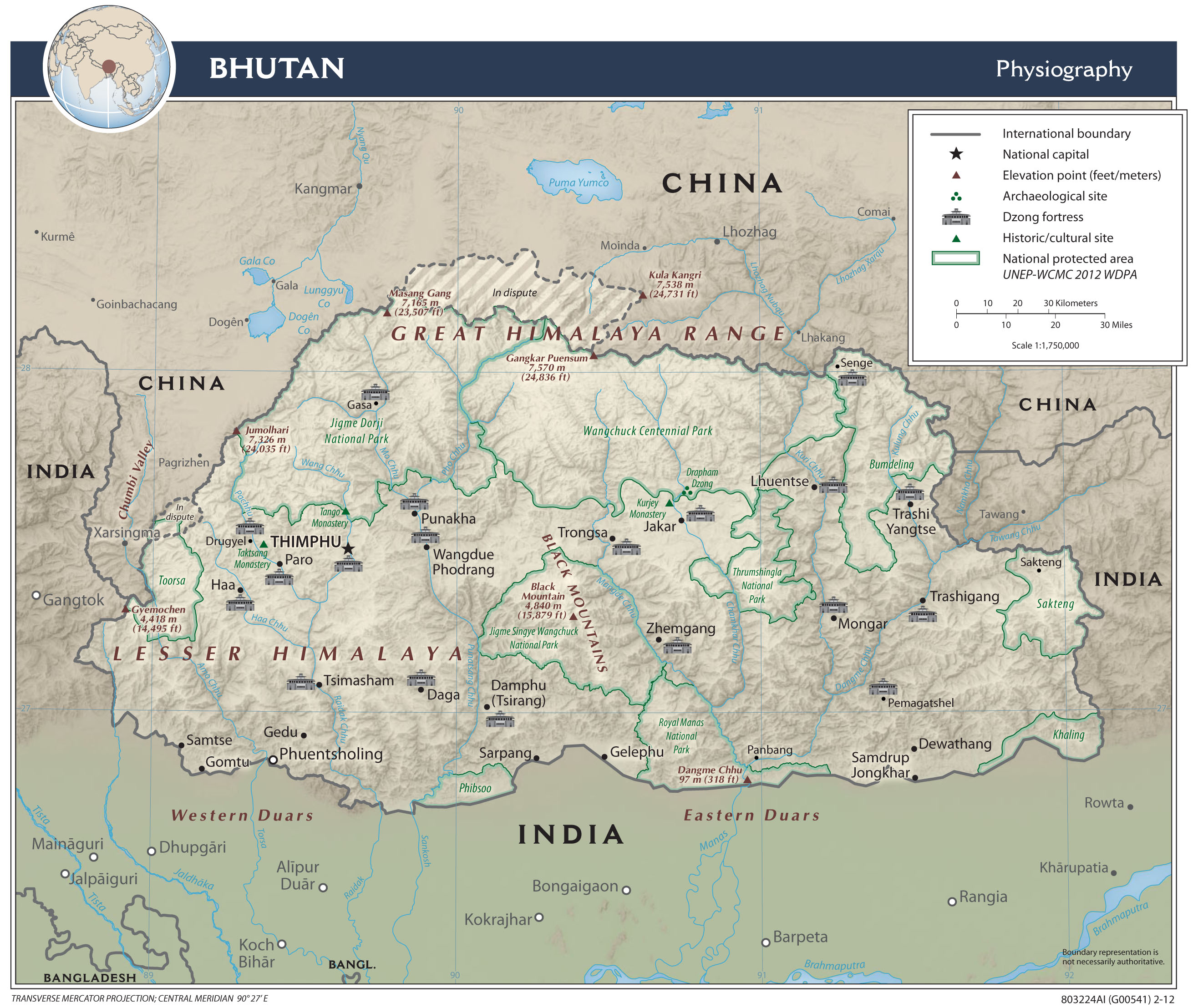
Karte der wichtigsten Naturschutzgebiete in Bhutan

### Lage
Das Wildschutzgebiet erstreckt sich über drei Gewogs in drei verschiedenen Distrikten. Im Distrikt Trashiyangtse erstreckt es sich über den Bumdeling Gewog, im Distrikt Mongar über den Sherimung Gewog und im Distrikt Lhuntse über den Khoma Gewog. Im Norden grenzt das Gebiet an das Autonome Gebiet Tibet in China und im Osten an den indischen Bundesstaat Arunachal Pradesh.
Im Nordwesten grenzt es an den Jigme-Singye-Wangchuck-Nationalpark.
Innerhalb des Wildschutzgebiets liegt am südlichen Rand das Ramsar-Gebiet Bumdeling.
Ein separater Bereich von 1250 km² des Wildschutzgebiets ist zudem als Important Bird Area mit der Nummer BT018 ausgewiesen. Die Höhenlage des Wildschutzgebiets erstreckt sich von etwa 1500 Metern im Süden bis 6000 Metern im Norden. Die Gesamtfläche beträgt 1534,24 km².

### Hydrologie
Durch das Wildschutzgebiet fließt im Osten der Kholong Chhu und dieser nach Süden in den Drangme Chhu, einen der größten Flüsse Bhutans. Weitere große Flüsse im Schutzgebiet sind der Khoma Chhu im Westen und der Sheri Chhu im Süden, die in den schneebedeckten Bergen der Region entspringen. Die Flüsse münden jeweils schließlich über den Brahmaputra in den Indischen Ozean.

### Besiedlung
Dörfer und landwirtschaftliche Flächen im Schutzgebiet liegen hauptsächlich im unteren Abschnitt des Kholong Chhu. Im Norden des Gebiets leben zwei Gruppen von Yak-Hirten. Südöstlich des Wildschutzgebiets liegt am Kholong Chhu der Ort Trashiyangtse.

## Flora, Funga und Fauna

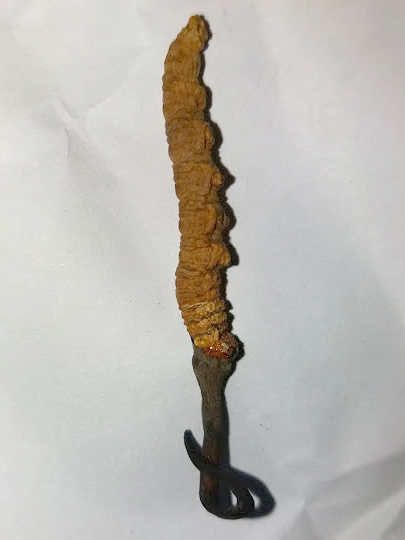
Ein Stroma des Chinesischen Raupenpilzes

Das Wildschutzgebiet liegt in der östlichen Himalaya-Ökoregion und weist ein breites Spektrum an Ökosystemen auf.

### Flora
Im Wildschutzgebiet Bumdeling vertretene Vegetationstypen sind alpine Geröllhalden, Weiden und Wiesen, reine und gemischte Nadelwälder aus Tannen, Hemlocktannen und Kiefern, immergrüne Eichen-, Erlen- und andere Laubwälder, Bambusdickicht und Weiden und Wiesen in den Tälern.
Die Flora umfasst etwa 650 Pflanzenarten, davon 46 Orchideen. Im Gebiet vertretene, geschützte Arten sind die Europäische Eibe und die blaublühende Scheinmohnart Großer Scheinmohn (Meconopsis grandis). Auch einige in Bhutan endemische, d. h. ausschließlich hier vorkommende Pflanzen finden sich im Schutzgebiet, darunter die Kiefernart Pinus bhutanica, die Primelart Primula xanthopa und mehrere Rhododendren (R. kesangii, R. bhutanense und R. flinckii). Als Heilpflanzen verwendete Arten im Wildschutzgebiet sind die Europäische Eibe, die Enzianart Gentiana urnula, die Rhabarberart Rheum nobile und das Wegerichgewächs Picrorhiza kurooa.

### Funga
Zudem wächst der Chinesische Raupenpilz, eine begehrte und wertvolle Zutat für traditionelle bhutanische und chinesische Medizin, die auch illegal gehandelt wird. Der Schlauchpilz wurde als eine von sieben nicht tierischen Arten im Anhang 1 des Wald- und Naturschutzgesetzes des 2002 veröffentlichten Biodiversitäts-Aktionsplans von Bhutan aufgelistet, wo auch Maßnahmen zur Bekämpfung der Wilderei genannt wurden. Der Schutz in den abgelegenen Ernteorten in der Nähe der Grenze zu Tibet war jedoch auch in Schutzgebieten schwer durchzusetzen.
Die Erntesaison 2002 verzögerte sich aufgrund ungewöhnlich kalten Wetters, dennoch wurden mehr als 20 ausländische Sammler mit über 40 kg Stromata (gestielte Sammelfruchtkörper) festgenommen, wobei die Dunkelziffer vermutlich deutlich höher lag. Das Sammelverbot wurde daraufhin zugunsten einer Selbstkontrolle der Einwohner teilweise aufgehoben.

### Fauna

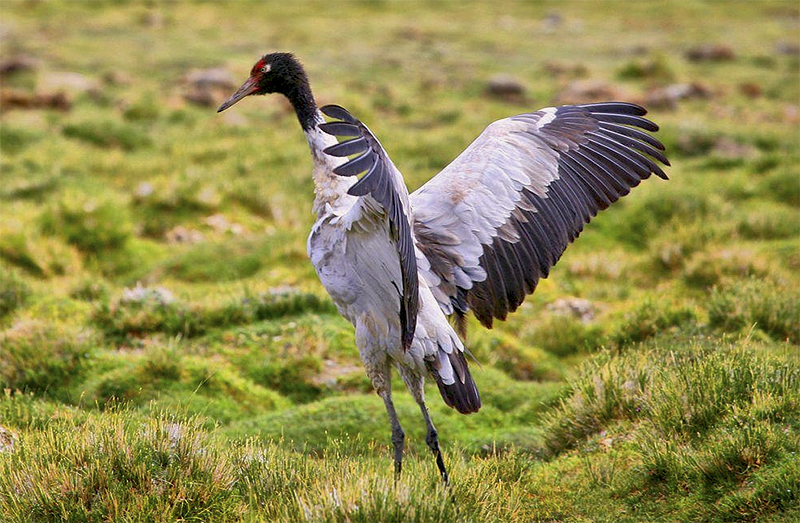
Schwarzhalskranich (hier: in China)

Innerhalb des Wildschutzgebiets sind etwa 100 verschiedene Säugetierarten vertreten sowie 432 Vogel-, 45 Amphibien- und Reptilien, 7 Fisch-, 130 Schmetterlings- und 29 Libellenarten.
Unter den Säugetieren sind auch einige seltene und gefährdete Arten wie der Königstiger, der Schneeleopard, der Westliche Kleine Panda und das Gelbbauch-Moschustier. Weitere nennenswerte Säugetiere im Schutzgebiet sind Kragenbären, Rohrkatzen, Buntmarder, Pfeifhasen und Wildschweine. An Primatenarten finden sich Kappenlanguren und Assam-Makaken  und an Hirschen Sambars und Indische Muntjaks. Zu den anzutreffenden Ziegenartigen zählen Blauschafe, Himalaya-Seraue sowie Graue Gorale und zu den Hörnchenarten Gewöhnliche Spitzhörnchen, Himalaya-Streifenhörnchen und Murmeltiere.
Darüber hinaus kommen mehrere gefährdete Vogelarten vor, darunter der Nepalhornvogel, die Nepalbekassine, das Rotbrustwaldrebhuhn, die Graukopfprinie und der Bindenseeadler. In Bhutan kulturell besonders bedeutend sind Schwarzhalskraniche. Etwa 150 von ihnen kommen jedes Jahr von Tibet aus zum Überwintern in das im Wildschutzgebiet liegende Bumdeling-Tal am Kholong Chhu. Somit ist es nach dem Phobjikha-Tal das bedeutendste Überwinterungsgebiet in Bhutan. Die Kraniche gelten als „Vögel des Glücks“ und werden Himmelsvögel genannt mit dem Glauben, dass sie die Seelen der Verstorbenen auf dem Rücken zum Himmel tragen. Weitere vorkommende Vogelarten sind der Ibisschnabel, die Schneetaube, der Satyrtragopan und der Blutfasan.
Über die Herpetofauna Bhutans ist allgemein wenig Genaues bekannt. Im Wildschutzgebiet Bumdeling konnten jedoch einige Arten fotografiert und identifiziert werden. Zu den dort verbreiteten Reptilien zählen drei Agamen (die Blutsaugeragame, die Schönechsenart Calotes jerdonii und Japalura variegata), ein Gecko mit der Halbfinger-Geckoart Hemidactylus platyurus sowie zwei Skinke (Asymblepharus sikkimensis und eine Waldskinkart). Den Hauptteil der Reptilien machen mit 30 beobachteten Arten jedoch Schlangen aus, darunter beispielsweise die Grüne Peitschennatter, drei Arten von Nachtbaumnattern, mindestens drei Arten der Gattung Oligodon, die Schönnatter, die Großaugen-Gebirgswassernatter, zwei Arten der Asiatischen Rennnattern, die Monokelkobra, die Königskobra, die MacClellands Korallenschlange und die Berg-Grubenotter.

## Kultur
Während bestimmter Monate des Jahres wird von den im Schutzgebiet lebenden Gemeinden durch die Praxis von Ridam / Ladam das Betreten der Berge und Bergpässe eingeschränkt. Diese Tradition ist auch in anderen Gebieten Bhutans verbreitet und im Buddhismus verwurzelt.
Kulturell bedeutende Handwerksarbeiten im Wildschutzgebiet, die zur lokalen Wirtschaft beitragen, sind die Herstellung von „Dapas“ (Holzschalen), „Desho“ (handgeschöpftes Papier), Thangkas (buddhistisch bemalte Schriftrollen) und Bambusgürteln, die zum Weben von Bambusmatten verwendet werden.